# Steinkisten von Kilbride
Die Steinkisten von Kilbride liegen nördlich von Kilmartin in Schottland. Mehrere Steinkisten sind in einer Kiesgrube 700 m südöstlich von Kilbride gefunden worden. Kilbride ist auch ein Ort auf der Isle of Arran.
Die „Liste der Alten Denkmäler und Historischen Gebäude“ in der Grafschaft Argyll von 1915 registriert die Entdeckung mehrerer nicht näher bezeichneter Gräber mit verbrannten Tonbehältern, während für den Bau von „Arduaine house“ Sand abgegraben wurde. Die Behältnisse sind verloren gegangen. 
Im Jahre 1955 wurde eine fragmentarische Steinkiste von etwa einem Meter Länge und 0,5 m Breite entdeckt. Zwei Platten (evtl. eine Seitenplatte und ein Deckstein) und Stücke vom Oberschenkelknochen eines Menschen wurden im Material unter der Steinkiste gefunden. Über Spuren zweier weiterer Steinkisten wurde zu dieser Zeit berichtet. Eine dieser Nord-Süd gerichteten Steinkisten wurden im Jahre 1957 ausgegraben. Sie maß 1,06 mal 0,6 m, war 0,58 m eingetieft, und enthielt eine fragmentarische Bestattung. 
Über den Fund einer langen jedoch völlig leeren Steinkiste von 1,7 mal 0,9 m und 0,9 m Tiefe, wurde 1971 berichtet. Ein stark zerstörter Steinkiste wurde im Laufe des Jahres 1982 entdeckt. Sie war etwa 0,8 m lang 0,5 m breit und 0,45 m eingetieft. Sie enthielt den Leichenbrand einer erwachsenen Frau, der von einem Feuersteinmesser begleitet war. Eine Seitenplatte, vermutlich aus lokalem Fels (Craignish phyllites) war mit Dreiecksmotiven geschmückt (wahrscheinlich drei Äxte). Das Feuersteinmesser und der gravierte Stein werden im Farmhaus Craigdhu aufbewahrt.